# Mallièvre
Mallièvre est une commune française située dans le département de la Vendée et la région Pays de la Loire.

## Géographie

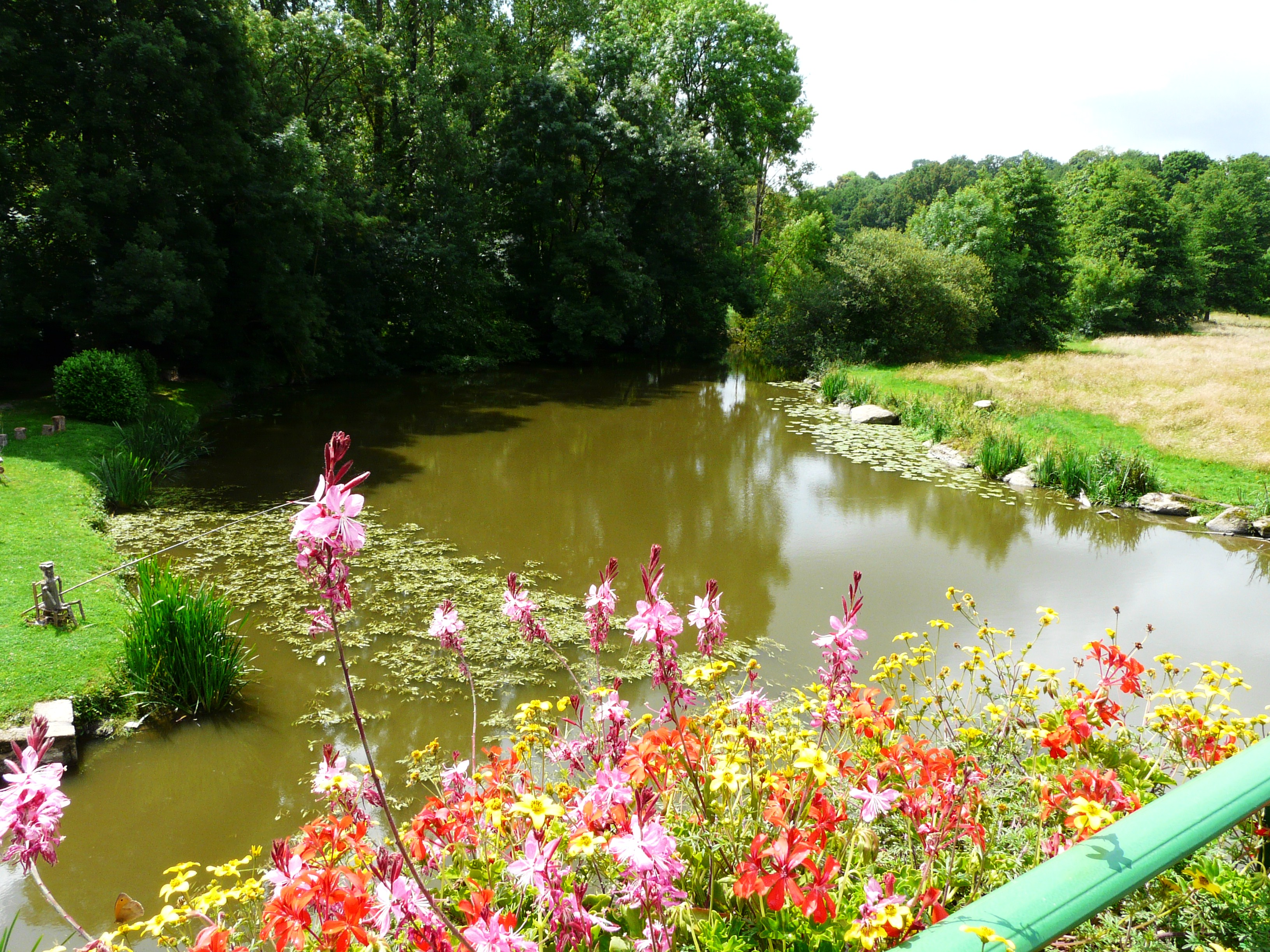
La Sèvre nantaise au pont de Mallièvre.

### Localisation
Le territoire municipal de Mallièvre s’étend sur 22 hectares. L’altitude moyenne de la commune est de 142 mètres, avec des niveaux fluctuant entre 122 et 160 mètres,.
Par sa superficie, Mallièvre est la plus petite commune de la région des Pays de la Loire et la quatrième plus petite commune de France,.
À l'extrême nord-est du département de la Vendée, elle se situe en distances orthodromiques, à 12 kilomètres au sud-est du chef-lieu de canton, Mortagne-sur-Sèvre, et autant au nord-est des Herbiers. Elle est traversée par la route départementale 11 et bordée sur toute sa partie ouest par la Sèvre nantaise qui la sépare de la commune des Epesses.
De par sa superficie très réduite, Mallièvre n'est limitrophe que de deux autres communes : Les Épesses à l'ouest et au sud-ouest, et Treize-Vents au nord, à l'est et au sud-est.
|             | Treize-Vents |              |
| Les Épesses | Mallièvre    | Treize-Vents |
|             | Treize-Vents |              |

### Environnement
Dans son palmarès 2008, le Conseil National des Villes et Villages Fleuris de France a attribué deux fleurs à la commune au Concours des villes et villages fleuris.

### Climat
Pour des articles plus généraux, voir Climat des Pays de la Loire et Climat de la Vendée.
En 2010, le climat de la commune est de type climat océanique altéré, selon une étude du CNRS s'appuyant sur une série de données couvrant la période 1971-2000. En 2020, Météo-France publie une typologie des climats de la France métropolitaine dans laquelle la commune est exposée à un climat océanique et est dans la région climatique  Sud-ouest du bassin Parisien, caractérisée par une faible pluviométrie, notamment au printemps (120 à 150 mm) et un hiver froid (3,5 °C). 
Pour la période 1971-2000, la température annuelle moyenne est de 11,6 °C, avec une amplitude thermique annuelle de 14,4 °C. Le cumul annuel moyen de précipitations est de 896 mm, avec 13 jours de précipitations en janvier et 6,7 jours en juillet. Pour la période 1991-2020, la température moyenne annuelle observée sur la station météorologique de Météo-France la plus proche, sur la commune de Cholet à 17 km à vol d'oiseau, est de 12,3 °C et le cumul annuel moyen de précipitations est de 772,5 mm,. Pour l'avenir, les paramètres climatiques de la commune estimés pour 2050 selon différents scénarios d'émission de gaz à effet de serre sont consultables sur un site dédié publié par Météo-France en novembre 2022.

## Urbanisme

### Typologie
Au 1er janvier 2024, Mallièvre est catégorisée commune rurale à habitat dispersé, selon la nouvelle grille communale de densité à sept niveaux définie par l'Insee en 2022.
Elle est située hors unité urbaine et hors attraction des villes,.

### Occupation des sols
L'occupation des sols de la commune, telle qu'elle ressort de la base de données européenne d’occupation biophysique des sols Corine Land Cover (CLC), est marquée par l'importance des territoires artificialisés (75 % en 2018), en augmentation par rapport à 1990 (69,2 %). La répartition détaillée en 2018 est la suivante : 
zones urbanisées (75 %), prairies (13,3 %), forêts (8,2 %), zones agricoles hétérogènes (3,5 %). L'évolution de l’occupation des sols de la commune et de ses infrastructures peut être observée sur les différentes représentations cartographiques du territoire : la carte de Cassini (XVIIIe siècle), la carte d'état-major (1820-1866) et les cartes ou photos aériennes de l'IGN pour la période actuelle (1950 à aujourd'hui).

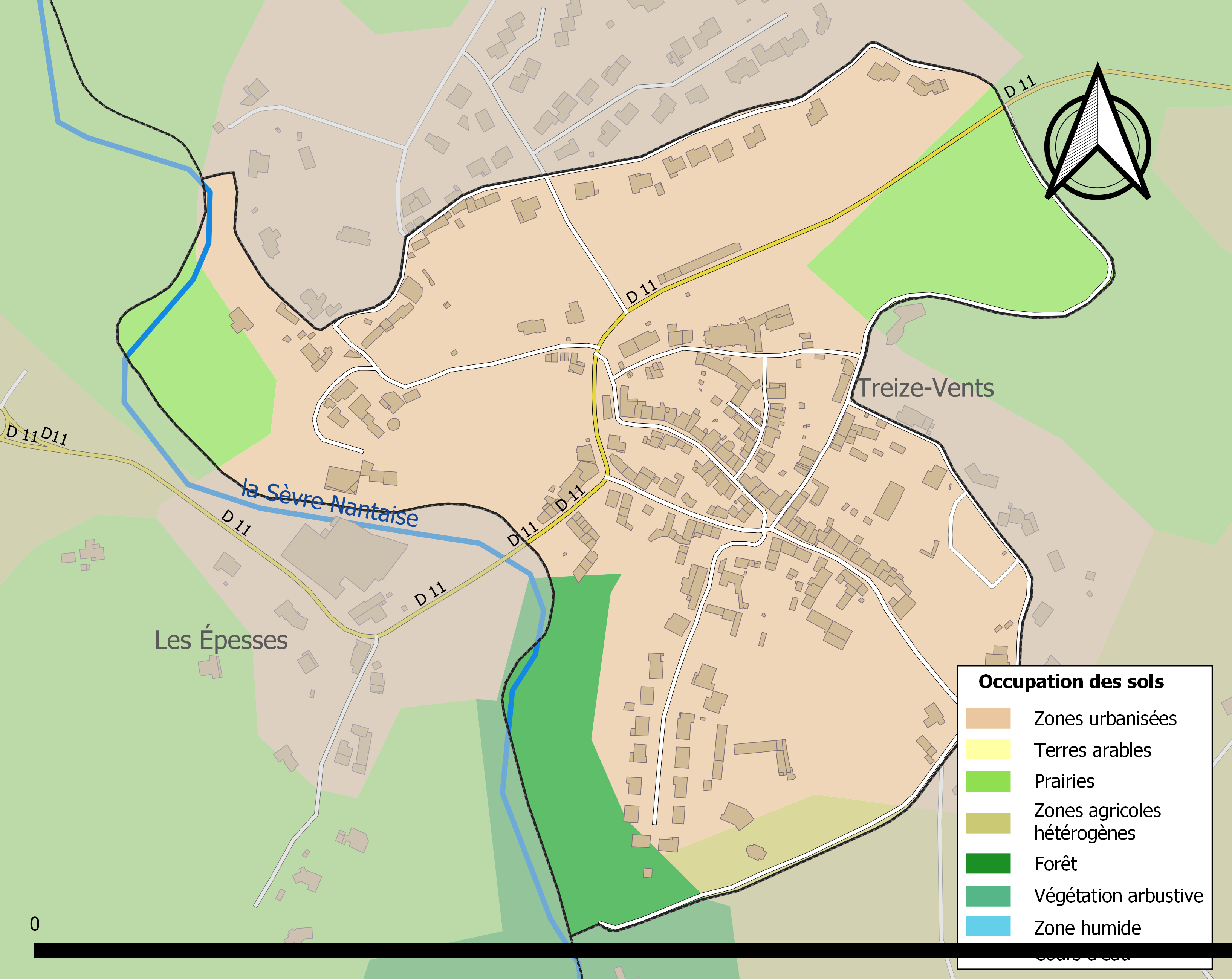
Carte des infrastructures et de l'occupation des sols de la commune en 2018 (CLC).

## Histoire
Construit sur un ancien site gallo-romain, le château de Mallièvre du (XIe siècle) fut l'une des plus importantes forteresses du haut bocage vendéen. Sa situation particulière sur un point de passage stratégique de la Sèvre nantaise en fit l'enjeu de nombreuses conquêtes. Son prieuré-cure, desservi par les moines de Marmoutier puis par les chanoines de Mauléon, organisa la vie de la paroisse mallièvraise jusqu'en 1789.
Les guerres de religion ruinèrent partiellement le château. La Révolution française et les guerres de Vendée le détruisirent.
Le bourg de Mallièvre développa dès le XVIIe siècle un art du tissage à la cave. Cette activité vit son apogée au XIXe siècle. Les maisons se construisirent autour de la cave, faisant ainsi vivre de nombreuses familles. Les maîtres du tissage, Choletais pour la plupart, participèrent à ce développement artisanal, puis industriel.
De nombreuses maisons de maître, construites fin XIXe et début XXe siècle (neuf sur une petite commune de 20 ha), témoignent de l'âge d'or du tissage mallièvrais. L'entre-deux guerres marque le déclin de ce tissage artisanal et l'extension du tissage industriel sur le site du Domaine de l'autre côté de la Sèvre nantaise. Mallièvre, à cette époque, compte plus de 400 âmes et près d'une quinzaine de commerces. Petite cité industrielle elle conserve une forte identité au milieu d'un monde majoritairement agricole.
En 1984, le tissage ferme ses portes et laisse le village sans avenir.
Aujourd'hui, les anciennes maisons de tisserands, les maisons de maître, les hauts murs de pierre sont rénovés à plus de 80 % et donnent à Mallièvre un caractère indéniable. Les promeneurs des bords de Sèvre, les amoureux de l'histoire et des calmes rencontres ne s'y trompent pas : Mallièvre est une destination de choix dans le Haut Bocage Vendéen.

## Politique et administration

### Liste des maires
Mallièvre est membre de la communauté de communes du Pays-de-Mortagne.
Mallièvre adhère à l'Association des Petites Cités de caractère de Vendée.

## Population et société

### Démographie

#### Évolution démographique
L'évolution du nombre d'habitants est connue à travers les recensements de la population effectués dans la commune depuis 1793. Pour les communes de moins de 10 000 habitants, une enquête de recensement portant sur toute la population est réalisée tous les cinq ans, les populations de référence des années intermédiaires étant quant à elles estimées par interpolation ou extrapolation. Pour la commune, le premier recensement exhaustif entrant dans le cadre du nouveau dispositif a été réalisé en 2004.

En 2022, la commune comptait 240 habitants, en évolution de −6,25 % par rapport à 2016 (Vendée : +5,33 %, France hors Mayotte : +2,11 %).
| 1793 | 1800 | 1806 | 1821 | 1831 | 1836 | 1841 | 1846 | 1851 |
| ---- | ---- | ---- | ---- | ---- | ---- | ---- | ---- | ---- |
| 200  | 175  | 223  | 261  | 260  | 288  | 311  | 308  | 321  |

| 1856 | 1861 | 1866 | 1872 | 1876 | 1881 | 1886 | 1891 | 1896 |
| ---- | ---- | ---- | ---- | ---- | ---- | ---- | ---- | ---- |
| 364  | 360  | 413  | 474  | 523  | 509  | 530  | 497  | 483  |

| 1901 | 1906 | 1911 | 1921 | 1926 | 1931 | 1936 | 1946 | 1954 |
| ---- | ---- | ---- | ---- | ---- | ---- | ---- | ---- | ---- |
| 476  | 456  | 424  | 326  | 325  | 342  | 339  | 312  | 320  |

| 1962 | 1968 | 1975 | 1982 | 1990 | 1999 | 2004 | 2006 | 2009 |
| ---- | ---- | ---- | ---- | ---- | ---- | ---- | ---- | ---- |
| 345  | 330  | 317  | 292  | 277  | 268  | 246  | 238  | 239  |

| 2014 | 2019 | 2022 | - | - | - | - | - | - |
| ---- | ---- | ---- | - | - | - | - | - | - |
| 257  | 243  | 240  | - | - | - | - | - | - |

#### Pyramide des âges
En 2018, le taux de personnes d'un âge inférieur à 30 ans s'élève à 32,5 %, soit au-dessus de la moyenne départementale (31,6 %). À l'inverse, le taux de personnes d'âge supérieur à 60 ans est de 25,9 % la même année, alors qu'il est de 31,0 % au niveau départemental.
En 2018, la commune comptait 121 hommes pour 126 femmes, soit un taux de 51,01 % de femmes, légèrement inférieur au taux départemental (51,16 %).
Les pyramides des âges de la commune et du département s'établissent comme suit.
| Hommes | Classe d’âge | Femmes |
| ------ | ------------ | ------ |
| 0,8    | 90 ou +      | 2,4    |
| 7,6    | 75-89 ans    | 10,5   |
| 15,1   | 60-74 ans    | 15,3   |
| 24,4   | 45-59 ans    | 20,2   |
| 20,2   | 30-44 ans    | 18,5   |
| 15,1   | 15-29 ans    | 12,9   |
| 16,8   | 0-14 ans     | 20,2   |

| Hommes | Classe d’âge | Femmes |
| ------ | ------------ | ------ |
| 0,8    | 90 ou +      | 2,2    |
| 8,7    | 75-89 ans    | 11,1   |
| 20,3   | 60-74 ans    | 21,3   |
| 20     | 45-59 ans    | 19,4   |
| 17,5   | 30-44 ans    | 16,8   |
| 15     | 15-29 ans    | 13,2   |
| 17,7   | 0-14 ans     | 16,1   |

## Culture locale et patrimoine

### Lieux et monuments

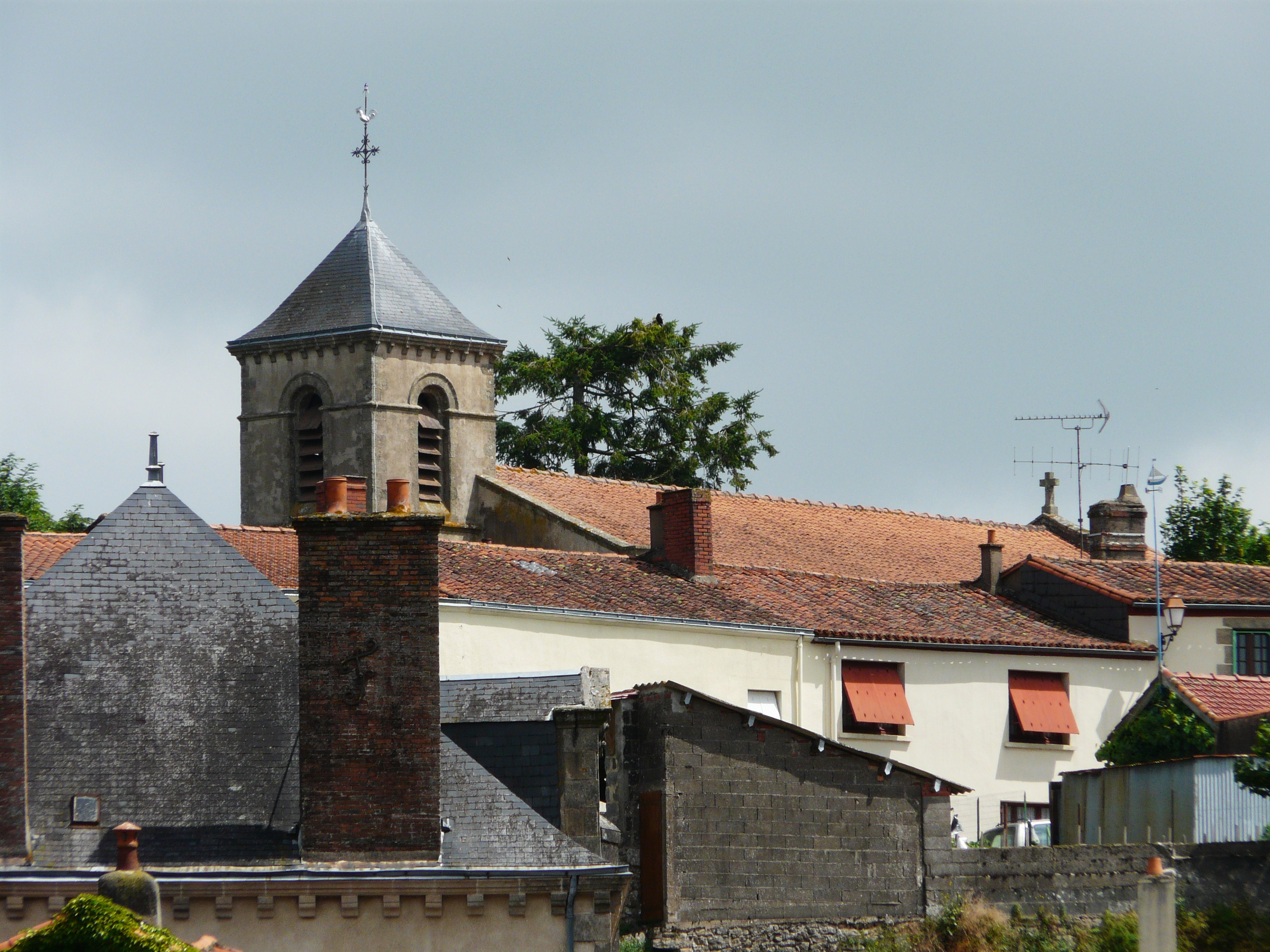
L'église Saint-Gilles de Mallièvre.

- Ruines du château de Mallièvre du XIe siècle.
- Pont sur la Sèvre nantaise de type médiéval, sur l'emplacement d'un ancien pont romain.
- Maisons de maître du XIXe siècle.
- Cave des Tisserands.
- Moulins et bords de Sèvre nantaise.
- Lavoirs.
- Bâti homogène et ancien des XVIIe et XIXe siècles.
- Fontaines.
- Église Saint-Gilles du XIXe siècle.

### Personnalités liées à la commune
- Jean-Baptiste Fonteneau (1811-1897). Maire et fondateur du Tissage de Mallièvre. En 1832, pour commencer un commerce de colporteur, il emprunte 10 louis à son oncle Jacques Victor Sallé, papetier au Grand Moulin des Épesses. Pendant quelques années, la hotte sur le dos, il parcourt les fermes de la région vendant tissus et merceries, puis il entre comme représentant dans la fabrique de flanelle Gesland à Mallièvre. Ses commissions, qu'il laisse entre les mains de son employeur, arrivent à constituer un petit capital lorsqu'il en demande le paiement. Gesland étant dans l'impossibilité de le payer, Jean-Baptiste se porte acquéreur de la fabrique de flanelle. En 1859, en raison d'une mauvaise gestion du Grand Moulin, Adolphe Victor Sallé, au bord de la faillite, est obligé de vendre son "moulin à papier". Jean-Baptiste l'achète à vil prix et le transforme en filature de laine. Son travail opiniâtre, son intelligence et son âpreté en affaires, font rapidement prospérer son entreprise et sa fortune. À sa mort, outre la filature et diverses maisons et moulins sur la Sèvre, il possède une vingtaine de métairies, soit 700 hectares de terres. C'est lui qui finance et offre à la paroisse les huit vitraux historiés, réalisation de l’atelier Fournier de Tours en 1883, lors de la reconstruction de l'église.
- Pierre Bertrand (1884-1955), peintre officiel de la Marine nationale[24], a séjourné avec sa famille à Mallièvre en 1943 et 1944. Il y fêta ses 40 ans. Reconnu alors comme peintre de la Vendée, ce peintre lorientais exposa aux Herbiers et à Cholet des œuvres sur le haut bocage. La commune de Mallièvre lui a rendu hommage en mai 2005 à la Maison des Tisserands par l'exposition d'une trentaine de toiles peintes entre 1943 et 1945. La fille de l'artiste, Nicole Bertrand-Gruneberg, honora Mallièvre de sa présence. Une exposition a eu lieu en juillet 2007 à l'Historial des Lucs-sur-Boulogne et à la Chabotterie sur les peintres de l'Ile d'Yeu. Des œuvres de Pierre Bertrand y figuraient. Un hommage départemental lui a été rendu en octobre 2007 au Daviau. Trois toiles de Pierre Bertrand sont visibles à la mairie de Mallièvre, dons de sa fille à la commune.
- Gilbert Prouteau (1917-2012), écrivain, cinéaste, poète, artiste aux multiples talents, habitait en voisin très proche de Mallièvre.
- Gabriel Gaudin (1919-1999), cycliste français né à Niort et ayant vécu à Mallièvre[25].

### Héraldique
| Blason | Blasonnement : Coupé : au premier, parti : au premier d'argent à la croix alésée pattée de gueules et au second de gueules à la tour d'argent, ouverte, ajourée et maçonnée de sable ; au second, d'argent au double cœur vidé, couronné et croiseté de gueules. |